# Bartolomeo Uliari
Bartolomeo Uliari OFM, także Oleario, dall'Olio (ur. ok. 1320 w Padwie, zm. 16 kwietnia 1396 w Gaecie) – włoski franciszkanin, filozof, teolog, nuncjusz, arcybiskup Florencji, kardynał.

## Życiorys
Bartolomeo Uliari pochodził z Padwy. Należał do zakonu franciszkańskiego. W 1381 został ordynariuszem Ankony. Po wyborze arcybiskupa Angelo Acciaiuoliego na kardynała, papież Urban VI niespodziewanie wybrał go arcybiskupem Florencji 9 grudnia 1385, chociaż kandydatami byli związani z tą siedzibą biskupią duchowni: Francesco Zabarella, Luigi Marsili czy Onofrio Visdomini. Uliari był ignorowany przez duchowieństwo swojej diecezji. Faktycznie władzę kościelną sprawował nadal kard. Acciaiuoli. Papież Bonifacy IX, nie chcąc zaogniać delikatnej sytuacji w mieście, mianował Uliariego kardynałem i wysłał jako nuncjusza do Królestwa Neapolu. Uliari został kardynałem prezbiterem z tytułem kardynalskim S. Pudenziana. W tym czasie w Neapolu przebywał antypapież Klemens VII. Jako legat Uliari zaangażowany był w rozwiązanie konfliktu między Władysławem I Andegaweńskim i Ludwikiem II. Kardynał Uliari zmarł 16 kwietnia 1396 w Gaecie. Został pochowany w tamtejszym klasztorze franciszkanów.